# 长齿溲疏
长齿溲疏（学名：Deutzia setchuenensis var. longidentata）为虎耳草科溲疏属下的一个变种。

## 扩展阅读
- 維基物種上的相關：长齿溲疏